# Сјајност
Сјајност је фотометријска величина која се дефинише као однос светлосног интензитета који у датом правцу емитује елементарна светлећа површина око те тачне и ортогоналне пројекције те елементарне површине на равни нормалној на правац посматрања. Она описију количину светлости која пролази кроз или се зрачи из неке површине и пада унутар датог просторног угла. СИ јединица за сјајност је кандела по квадатном метру (cd/m²). Нестандардни назив за ту исту јединицу је нит. CGS јединица сјајности је стилб, који је једнак једној кандели по квадратном центиметру или 10 kcd/m².
Осветљеност је субјективни осећај објекта који се посматра и један од параметара изгледа боје многих модела изгледа боје, који се типично означава као {\displaystyle Q}. Сјајност се односи на то колико светлости изгледа да сија из нечега. Ово је другачија перцепција од светлоте, што је начин на који нешто изгледа светло у поређењу са слично осветљеним белим предметом.
Придев енгл. bright потиче од староенглеског beorht са истим значењем путем метатезе која даје средњеенглески  briht. Реч је из заједничког германског berhtaz, у крајњој линији од корена ПИЕ са блиско повезаним значењем, *bhereg- „бео, светао“. „Сјајност“ је раније коришћена као синоним за фотометријски израз сјајност и (нетачно) за радиометријски израз зрачност. Као што је дефинисано у Федералном речнику телекомуникацијских термина САД (FS-1037C), „сјајност“ би сада требало да се користи само за неквантитативне референце на физиолошке сензације и перцепције светлости.
У погледу звезда, сјајност се квантификује као привидна магнитуда и апсолутна магнитуда.
Федерална трговинска комисија Сједињених Држава (FTC) доделила је неконвенционално значење сјајности када се примењује на лампе. Када се појављује на паковању сијалица, сјајности значи светлосни флукс, док у другим контекстима означава осветљеност. Светлосни флукс је укупна количина светлости која долази из извора, као што је уређај за осветљење. Осветљење, првобитно значење осветљености, је количина светлости по чврстом углу која долази из области, као што је небо.